# توشيو ماسودا
توشيو ماسودا (باليابانية: 増田壽男) (و. 1941 – م) هو عالم اقتصاد، من اليابان، ولد في طوكيو.